# آتر راک (اورگن)
آتر راک (به انگلیسی: Otter Rock) یک منطقهٔ مسکونی در ایالات متحده آمریکا است که در شهرستان لینکلن، اورگن واقع شده‌است.